# 류스민
류스민(중국어 정체자: 劉士民, 병음: Líu Shìmín, 한자음: 유사민, 1960년 7월 24일 ~)은 대만의 배우, 각본, 상성 아티스트이다.

## 방송
- 미려인생